# Phlebotomus halepensis
Phlebotomus halepensis är en tvåvingeart som beskrevs av Theodor 1958. Phlebotomus halepensis ingår i släktet Phlebotomus och familjen fjärilsmyggor. Inga underarter finns listade i Catalogue of Life.